# 정신 (1898년)
정신(鄭信, 1898년 ~ 1931년)은 한국의 독립운동가이다. 함남 홍원(洪源) 출신이다.

## 생애
정신은 함남 홍원 사람으로 대종교인이다.

### 무장투쟁
1919년 여준(呂準)·정안립(鄭安立)·박성태(朴性泰)·박찬익(朴贊翊) 등 39명의 동지들과 함께 대한독립선언서를 발표하였다. 1919년 8월에는 서일(徐一)·김좌진(金佐鎭) 등과 함께 길림성 왕청현(吉林省汪淸縣)에 군정부를 조직하고 일제와 무력투쟁을 전개하고자 하였으며, 동년 12월 북로군정서(北路軍政署)로 개편된 뒤에는 인사국장에 취임하였다. 1920년에는 간북북부총판부(墾北北部總辦府) 재무관서 참사(參事)로서 일하였다.

### 임정과의 협력
1922년 10월에는 상해(上海)에서 개최된 국민대표회의(國民代表會議)에 북간도 대한독립군 대표로서 참가하였으며, 1923년 2월에는 이청천(李靑天)·배천택(裵天澤)·신일헌(申日憲)·김동삼(金東三)·최기현(崔基鉉)·김철(金澈) 등과 함께 군사분과위원이 되어 활약하였다. 그리고 1924년에는 상해교민단 제110회 정기이사회에서 회계검사원으로 임명되었다. 같은 해 이동녕(李東寧)이 임시정부의 국무총리에 임명되어 대통령 권한을 대행할 때에는 국무원 비서장에 임명되기도 하였다.

### 신민부 활동
1925년에는 다시 북간도로 돌아와 영안현(寧安縣)에서 김좌진·김혁(金赫)·나중소(羅仲昭) 등과 함께 신민부(新民府)를 조직하고 연락부 위원장으로 무장투쟁을 계속하였다. 1927년에 중앙집행위원장 김혁(金赫) 등의 간부가 체포된 뒤에는 경리부 위원장을 맡기도 하였으며, 군민의회(軍民議會)의 민사부 위원(民事部委員)으로도 활약하였다.

### 통합 노선을 걷다
그리고 1929년에는 신민부 군정파, 참의부(參議府)의 주류 그리고 정의부(正義府)의 이청천(李靑天)·김동삼(金東三) 등과 3부를 통합하여 민족유일독립당재만책진회(策進會)를 조직하고 김좌진·황학수(黃學秀)·김시야(金時野) 등과 함께 신민부 군정파 대표로서 혁신의회(革新議會) 및 임시기관의 임무를 수행하였다. 1929년 7월에는 중동선(中東線)일대에서 김좌진·김종진(金宗鎭)·이을규(李乙奎) 등과 함께 무정부주의(無政府主義) 이념의 실현체인 한족총연합회(韓族總聯合會)를 조직하고, 북만(北滿) 한인동포들의 민생안정에 만전을 기하였다.

### 한국독립당 창당
그러나 공산당의 사주로 김좌진이 순국한 뒤에는 그가 실질적인 지휘자로 한족총연합회를 이끌었다. 한편 1930년에는 이청천·홍진(洪震) 등과 함께 한국독립당(韓國獨立黨)을 조직하고 선전부장으로서 일하였다.

### 최후
백야 김좌진에 이어 1931년 길장현(吉長縣) 화피역(樺皮驛)에서 공산주의자에게 피살되었다.

## 사후
- 대한민국 정부는 고인의 공훈을 기리기 위하여 1963년 건국훈장 독립장을 추서하였다.

## 참고자료
- 국가보훈처 독립유공자 공훈록